# 苯甲硫醇
苯甲硫醇是一种有机化合物，化学式为C6H5CH2SH，它是具有恶臭的无色液体。
它存在于黄杨木（Buxus sempervirens L.），也是某些葡萄酒烟味的来源。

## 合成
它可由苄氯和硫氢化钠反应制得，或硼氢化锌还原二苄基二硫得到。